# ISCM World Music Days 2002
Die ISCM World Music Days 2002 fanden vom 11. bis 19. Oktober in Hongkong statt. Damit war die Stadt zum zweiten Mal nach 1988 Ausrichter der ISCM World Music Days. Anlässlich der Musiktage entstand die Doppel-CD Highlights from the ISCM World Music Days 2002 Hong Kong mit den aufgeführten Kompositionen von unter anderem Thomas Adès, Rico Gubler, Hans Huyssen, Juraj Hatrík, Lars Graugaard, Jean-Luc Darbellay, Pelle Gudmundsen-Holmgreen, Clarence Mak, Isabel Soveral, Ivo Medek und Zhu Jian'er.

## Signature Composers
- Jō Kondō
- Doming Lam
- Per Nørgård
- Michael Nyman
- Krzysztof Penderecki
- Kaija Saariaho
- Tan Dun

## Bedeutende Werkaufführungen
- Krzysztof Penderecki, Concerto Grosso
- Terry Riley, In C
- Thomas Adès, Arcadiana
- Shintaro Imai, La litte bleue
- Kaija Saariaho, Graal Theatre
- Guo Wenjing, Melodies of Western Yunnan

## Interpreten
Es traten unter anderem das Ensemble Antipodes, das Hong Kong Philharmonic Orchestra, das KammarensembleN und das LINensemble auf.

## Spielstätten
- Hong Kong Academy for Performing Arts
- Hong Kong City Hall
- Hong Kong Cultural Centre
- Hong Kong Heritage Museum
- Hong Kong Museum of Coastal Defence
- Hong Kong Science Museum
- Kwai Tsing Theatre
- Chinesische Universität Hongkong